# 馬力 (1952年)
馬力（英語：Ma Lik），GBS，JP（1952年2月23日—2007年8月8日），祖籍福建廈門，生於廣州，生前擔任香港立法會議員、香港特别行政区全国人民代表大会代表、民建聯主席。
馬力畢業於培僑中學小學部、培僑中學、香港中文大學中文系（聯合書院，1978年），1978年至1979年成為香港大學中文系研究生，曾任培僑中學、嘉諾撒聖方濟各書院教師、《香港商報》副社長。

## 生平
馬力是民建聯創會的會員，在接替因2003年香港區議會選舉失利而辭職的曾鈺成之前，是民建聯的秘書長。他亦曾在香港多份報章撰寫專欄。“辛維思”是他在1980年代中英談判時在《明報》使用的筆名，取意「新思維」。當時傳媒曾懷疑他的稿件是新華社的特稿，直至馬力後來出任民建聯主席，這個秘密才得以公開。1993年起擔任國務院港澳辦及新華通訊社香港分社香港事務顧問。

### 立法會議員
他與蔡素玉代表民建聯出選2004年香港立法會選舉的港島區議席。報名參選不久發現患結腸癌，選舉期間未能出席公眾論壇。最後兩人獲選為香港立法會議員，以些微票數擊敗前綫的何秀蘭。經過一輪治療，馬力病情好轉。
2006年3月起，馬力病情出現反覆，不時需作各項治療；2007年中，馬力結腸癌復發，留院治療，期间中央和廣東省領導、香港特區政府主要官員曾親自到醫院探望。期後因癌細胞擴散至全身，並引起呼吸及循環系統衰竭，在2007年8月8日下午二時於廣州中山大學（原中山醫科大學）附屬腫瘤醫院病逝，享年55歲。
馬力是香港特區1997年7月1日成立後首位在任內逝世的立法會議員。他的議員遺缺其後經補選由前政務司司長陳方安生填補，直至2008年9月30日任期屆滿。

## 關於評論六四事件的爭議
馬力在2007年5月15日和香港傳媒茶敘時有關六四天安门事件的言論引起社會較大迴響。他認為有香港中學教師教授中國歷史時用「屠城」來形容六四是不合理，因為若是「屠城」，「柴玲肯定最先被殺。當晚那四個人（學運領袖柴玲、封從德、侯德健和吾爾開希）都可以慢慢地離開。如果要屠城，四人應該全部死掉。」他又質疑解放軍在現場燒屍的指控，因為「火化需要1000度，如果這樣就可以燒屍，焚化爐就不用輪候這麼久。」而傳媒拍得地上有「肉餅」就認定坦克車輾斃學生並不恰當，說：「找一頭豬來測試一下便知道能否變成「肉餅」了。」他建議政府為六四天安门事件作官方定調，防止教師「各自表述，向學生傳遞錯誤信息」。
這些言論引起極大爭議，《蘋果日報》、《明報》、《南華早報》在5月16日以頭版報導。支聯會主席司徒華、民主黨主席何俊仁、曾因帶著香港人捐款到北京而被捕的李卓人等譴責馬力的言論，稱他「冷血」、「無恥」，又認為他和篡改歷史教科書的日本右翼人士沒有分別。學運領袖王丹在網上發言「建議」馬力躺到坦克車下面，如果沒有變成肉餅的話，他會向馬力道歉。港區人大代表李鵬飛認為馬應就事件辭去民建聯主席一職。甚至其黨友、民建聯前主席曾鈺成也說：「馬力確實說錯話了，可是他已經因此賠上了性命。馬力雖患了癌症，但若然不是發生這件事，他不會這麼早去世的。」
民建聯回應稱，馬力的言論只代表個人，並非民建聯立場。民建聯副主席劉江華稱，若有人因言論而受到冒犯，他願意代為致歉。「現時國家的發展得來不易，所以引起無謂的爭論，是無必要的，我們相信歷史自有公論」。「六四這件事，我們永遠都不忘記，放在教科書是對的」。他擔心事件會影響區議會選舉。
馬力於5月16日承認所用的例子過於輕佻，願收回部分字眼，但無意收回觀點和道歉。支聯會於5月17日下午到民建聯總部遞交邀請馬力出席「六四鎮壓真相」論壇的信件，並在5月18日下午於民建聯總部及在馬力地區辦事處所在的北角聯合出版大廈門外舉辦六四圖片展。
事件以後，部分報章和網民把有關「坦克車輾斃學生並不恰當」的觀點定為「坦克碌豬」論。

## 外部連結
- 香港立法會：馬力議員
- 馬力議員網頁
- 大公網新聞：馬力生平簡介 (8月9日)

| 政黨職務      | 政黨職務                   | 政黨職務      |
| ------------- | -------------------------- | ------------- |
| 前任： 曾鈺成 | 民建聯主席 · 2003年—2007年 | 繼任： 譚耀宗 |